# Soyouz TM-33
TM-33 est une mission Soyouz vers la Station spatiale internationale.
Elle est la seconde mission de visite (EP-2) et le cinquième voyage spatial habité vers l’ISS.

## Équipage
Décollage : 
- Viktor Afanasyev (4)
- Claudie Haigneré (2) - CNES (France)
- Konstantin Kozeyev (1)

Atterrissage :
- Yuri Gidzenko (3)
- Roberto Vittori (1) - ESA (Italie)
- Mark Shuttleworth (1) - Touriste (Afrique du Sud)